# Jendekia
Jendekia is een kevergeslacht uit de familie van de boktorren (Cerambycidae). De wetenschappelijke naam van het geslacht werd voor het eerst geldig gepubliceerd in 1993 door Holzschuh.

## Soorten
Jendekia is monotypisch en omvat slechts de volgende soort:
- Jendekia eduardi Holzschuh, 1993